# Радек Баборак
Ра́дек Ба́борак (чеськ. Radek Baborák; нар. 11 березня 1976, Пардубиці) — чеський валторнист.

## Біографія
Радек Баборак народился в сім'ї музикантів. Він почав займатися на валторні у віці 8 років під керівництвом Карела Кшенека, в подальшому закінчив Празьку музичну академію в Бедржиха Тилшара. Уже в 12 років він виграв конкурс «Концертіно Прага», а ще через 3 роки став лауреатом третьої премії на конкурсі «Празька весна». З тих пір Радек Баборак регулярно завойовував премії на різних престижних музичних конкурсах як в якості соліста, так і в складі ансамблів, — зокрема, в 1993 р. удостоєний другої премії Міжнародного конкурсу виконавців в Женеві (перша премія не була присуджена).
У віці 18 років він став солістом оркестру Чеської національної філармонії. З 1996 по 2002 рр. працював в німецьких оркестрах Мюнхенської і Бамбергської філармонії. З 2002 р. Радек Баборак — соліст Берлінського філармонічного оркестру.
Баборак регулярно дає сольні концерти по всьому світі в супроводі таких колективів як Лондонський філармонійний оркестр, Симфонічний оркестр Баварського радіо, Мюнхенський філармонійний оркестр, Бамбергский симфонічний оркестр, Німецький симфонічний оркестр Берліна, оркестр Південно-Західного радіо Німеччини, Зальцбурзький Моцартеум, оркестр Санкт-Петербурзької філармонії, симфонічний оркестр NHK (Токіо); виступає на різних фестивалях і заходах Міжнародного товариства валторністів. Крім того, Баборак є лідером квінтету духових інструментів «Afflatus» (з 1995 р). Серед диригентів, з якими працював Баборак, — Сейдзі Одзава, Джеймс Лівайн, Джеймс Де Пріст (з яким Баборак записав концерт Рейнгольда Глієра) та ін.
Серед найважливіших записів Баборака — концерти Антоніо Розетті і твори Йоганна Себастьяна Баха (в тому числі транскрипції бахівських творів для віоли да гамба).